# Charlton Heston
Charlton Heston, nome d'arte di John Charles Carter (Evanston, 4 ottobre 1923 – Beverly Hills, 5 aprile 2008), è stato un attore, regista e attivista statunitense, noto interprete di colossal d'argomento biblico-storico, premio Oscar al miglior attore nel 1960 per Ben-Hur, nonché attore simbolo di molti film della fantascienza impegnata, tra la fine degli anni '60 e i primi anni '70.

## Biografia

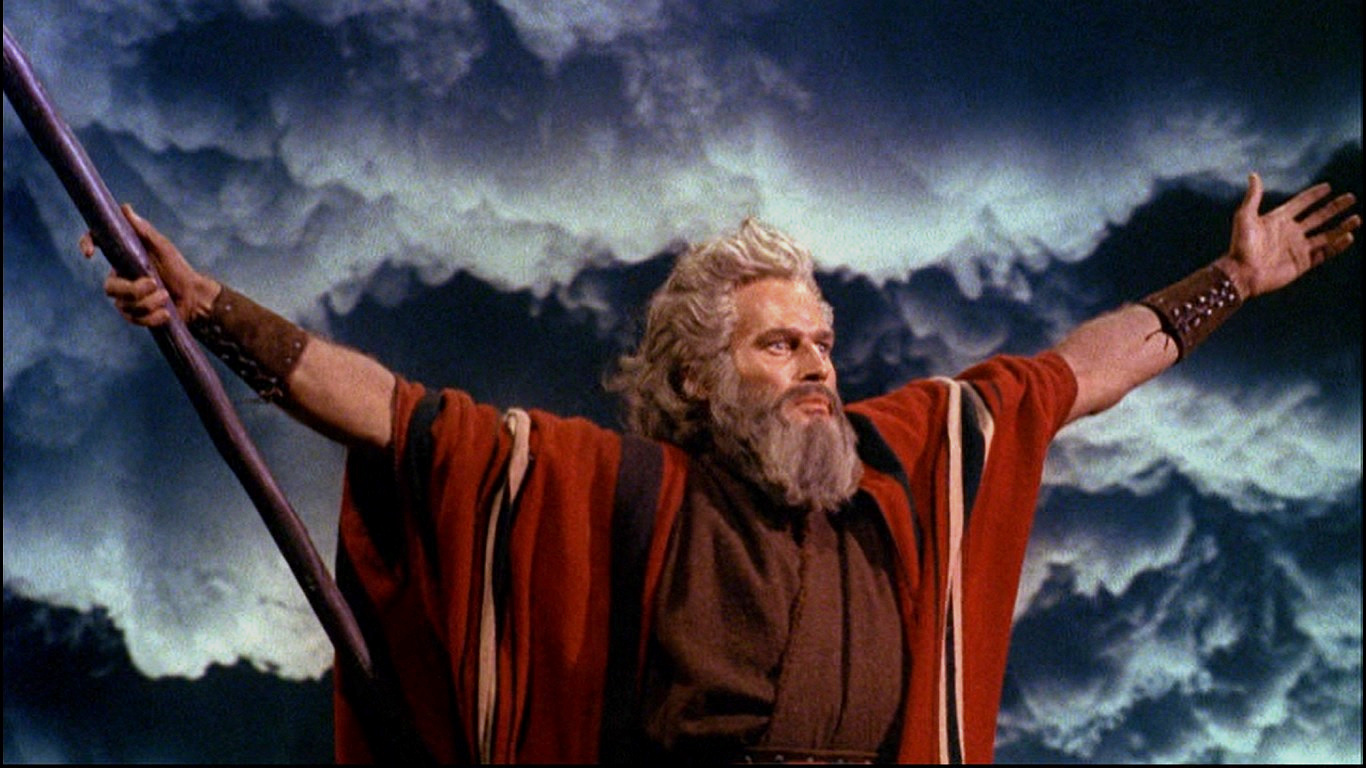
Charlton Heston in I dieci comandamenti (1956)

Nativo dell'Illinois, figlio di Lila Charlton e Russell Whitford Carter, operaio, aveva dieci anni quando i suoi genitori divorziarono. Andò a vivere con la madre che, poco tempo dopo, sposò Chester Heston. La nuova famiglia si spostò nell'agiata Wilmette, sobborgo a nord di Chicago. Heston (questo il suo nuovo cognome) frequentò la New Trier High School. Si iscrisse al corso di recitazione, ottenendo ottimi risultati che gli fruttarono una borsa di studio per la Northwestern University da parte del Winnetka Community Theatre, dove lavorava come attore. Mentre era ancora al liceo, recitò in un film amatoriale muto, adattamento del Peer Gynt. Nel 1944 lasciò il college e si arruolò nella United States Army Air Forces, dove rimase in servizio per due anni, presso le Isole Aleutine, in Alaska, con la Eleventh Air Force, ricoprendo il grado di sergente scelto.

### Teatro e televisione
Nel 1944 sposò l'attrice Lydia Clarke. Dopo la seconda guerra mondiale i due vissero nel quartiere newyorkese di Hell's Kitchen, dove lavorarono come modelli. Nel 1948 gli fu offerto un ruolo secondario a Broadway, nel rifacimento di Antonio e Cleopatra di William Shakespeare, con protagonista Katharine Cornell. Per la sua interpretazione, Heston ricevette vari consensi. Ebbe successo anche in televisione, ricoprendo numerosi ruoli nella serie della CBS Studio One, uno dei più popolari sceneggiati dell'epoca.
Dotato d'un fisico prestante (era alto 191 cm) a teatro interpretò molti ruoli, tra cui quello di protagonista nel Macbeth, Tommaso Moro in A Man for All Seasons e Marco Antonio sia in Giulio Cesare che in Antonio e Cleopatra.

### Cinema

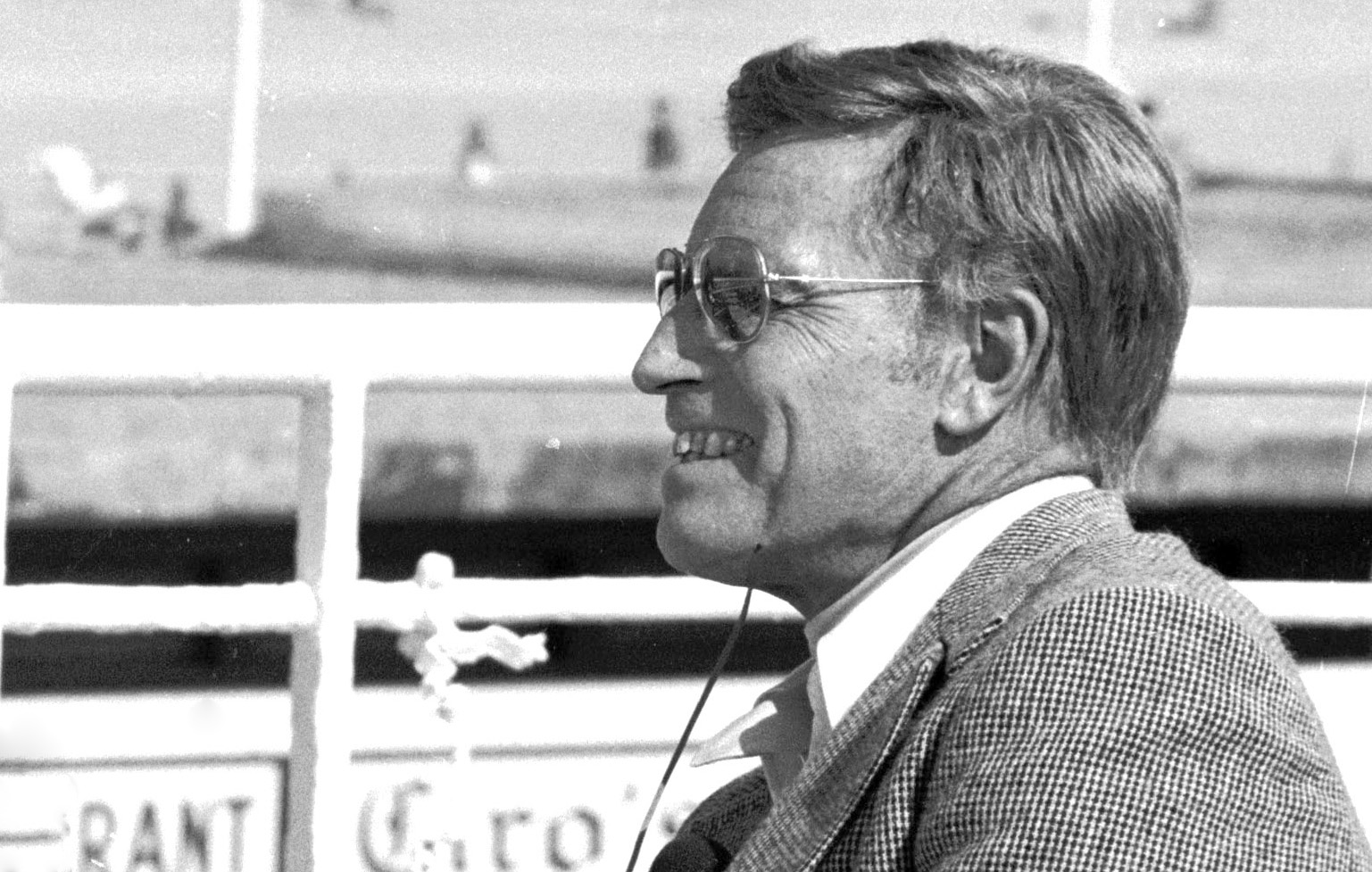
Charlton Heston al Festival del cinema americano di Deauville nel 1982

Il primo film da professionista di Heston fu La città nera (1950), che gli valse l'attenzione di pubblico e critica. Il salto di qualità arrivò con il ruolo del direttore di un circo in Il più grande spettacolo del mondo (1952). Divenne un'icona interpretando Mosè in I dieci comandamenti (1956), ruolo che il regista Cecil B. DeMille gli assegnò poiché riteneva che Heston incarnasse la statua di Mosè di Michelangelo. Nel 1958 figurò come protagonista nel capolavoro di Orson Welles L'infernale Quinlan, nel ruolo di un poliziotto messicano che cerca la verità in una serie di affari poco puliti. Pellicola celebrata in tutto il mondo, famosissima per il piano sequenza iniziale, è unanimemente considerato dai critici di tutto il mondo come uno dei film più belli della storia del cinema.
Nella sua lunga carriera fu protagonista di numerose pellicole dal tema epico-storico, come Ben-Hur (che gli valse l'Oscar al miglior attore e per cui è maggiormente ricordato), El Cid (1961), 55 giorni a Pechino (1963), Il tormento e l'estasi (1965) e Khartoum (1966). Altri due filoni cinematografici che videro impegnato Heston furono la fantascienza e i film catastrofici, alcuni dei quali riscossero un grande successo di pubblico e divennero dei cult del genere. Alcuni titoli da ricordare: Il pianeta delle scimmie (1968), 1975: Occhi bianchi sul pianeta Terra (1971), 2022: i sopravvissuti (1973), Terremoto (1974) e Airport '75 (1974).
Nel 1970 impersonò ancora una volta Marco Antonio, nella prima versione cinematografica in Technicolor di un'opera di Shakespeare, 23 pugnali per Cesare. L'anno successivo debuttò dietro la cinepresa, realizzando All'ombra delle piramidi (1971), un adattamento di Antonio e Cleopatra, che aveva già rappresentato in teatro nei primi anni di carriera: oltre a dirigere, interpretò per l'ennesima volta Marco Antonio. Avendo ricevuto severi giudizi dalla critica, il film non uscì nemmeno nei cinema e raramente è stato trasmesso in televisione; non esiste nemmeno una versione in DVD. Scarsi consensi ebbero anche gli altri due film in cui diresse se stesso, I predatori della vena d'oro (1982) e Un uomo per tutte le stagioni (1988), girato per il piccolo schermo.
Già a partire da I tre moschettieri (1973), Heston cominciò a partecipare a numerosi film in ruoli secondari o con semplici cameo. Nonostante ciò, la sua grande popolarità non venne mai meno. Grazie alla sua voce, immediatamente riconoscibile, fu scelto come narratore in varie pellicole. Negli anni ottanta e novanta, insieme al figlio Fraser, produsse e partecipò a numerosi film per la televisione. Ottenne un grande successo di critica per la serie Charlton Heston presenta la Bibbia, trasmessa dalla tv via cavo A&E Network e riproposta con successo in DVD.

Nel 2001 prese parte con un cameo al remake de Il pianeta delle scimmie di Tim Burton, interpretando il ruolo di un'anziana scimmia. Nello stesso anno apparve nel film The Order con Jean-Claude Van Damme. Nel 2002 prese parte al film-documentario Bowling a Columbine di Michael Moore, nel quale venne intervistato dal regista/autore nelle vesti di presidente della National Rifle Association of America sull'uso delle armi negli Stati Uniti. L'attore reagì interrompendo l'intervista e chiedendo al regista di allontanarsi da casa sua.

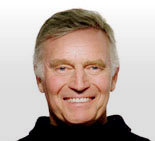
Charlton Heston nel 2001

### Politica
Fu impegnato in politica dagli anni '50 alla metà degli anni '70 con orientamento molto progressista: note sono la sua partecipazione a molte battaglie per i diritti sociali e civili, dal sindacato per gli attori e le controfigure al sostegno di Martin Luther King passando per la forte contrarietà alla presenza americana nella guerra del Vietnam. Dall'inizio degli anni '80 invece dimostrò un crescente avvicinamento al conservatorismo, ricoprendo inoltre la carica di presidente della National Rifle Association dal 1998 al 2001 e venendo eletto nel consiglio di amministrazione della stessa dal 2001 al 2003, anno in cui il Presidente George W. Bush gli assegnò la Medaglia presidenziale della libertà.

### Decesso
Charlton Heston morì il 5 aprile 2008, all'età di 84 anni, nella sua casa di Beverly Hills, in California; nel 2002 egli stesso aveva reso noto di essere affetto dalla malattia di Alzheimer, che tuttavia gli aveva permesso di recitare ancora in un film, My Father (2003), nei panni del nazista Josef Mengele. Il suo corpo venne cremato e le ceneri sono conservate nel colombario della chiesa di San Matteo a Pacific Palisades, California. A Charlton Heston è dedicata una stella della Hollywood Walk of Fame sulla collina di Hollywood a Los Angeles, in California.

## Vita privata
Charlton Heston fu sposato dal 1944 fino alla morte con l'attrice Lydia Clarke, da cui ebbe due figli: Fraser, divenuto regista, e Holly.

## Filmografia

### Cinema
- Peer Gynt, regia di David Bradley (1941)
- Julius Caesar, regia di David Bradley (1950)
- La città nera (Dark City), regia di William Dieterle (1950)
- Il più grande spettacolo del mondo (The Greatest Show on Earth), regia di Cecil B. DeMille (1952)
- Il giuramento dei Sioux (The Savage), regia di George Marshall (1952)
- Ruby, fiore selvaggio (Ruby Gentry), regia di King Vidor (1952)
- Pony Express, regia di Jerry Hopper (1953)
- Schiava e signora (The President's Lady), regia di Henry Levin (1953)
- La freccia insanguinata (Arrowhead), regia di Charles Marquis Warren (1953)
- Lontano dalle stelle (Bad for Each Other), regia di Irving Rapper (1953)
- Furia bianca (The Naked Jungle), regia di Byron Haskin (1954)
- Il segreto degli Incas (Secret of the Incas), regia di Jerry Hopper (1954)
- I due capitani (The Far Horizons), regia di Rudolph Maté (1955)
- La guerra privata del maggiore Benson (The Private War of Major Benson), regia di Jerry Hopper (1955)
- Lucy Gallant, regia di Robert Parrish (1955)
- I dieci comandamenti (The Ten Commandments), regia di Cecil B. DeMille (1956)
- I violenti (Three Violent People), regia di Rudolph Maté (1956)
- L'infernale Quinlan (Touch of Evil), regia di Orson Welles (1958)
- Il grande paese (The Big Country), regia di William Wyler (1958)
- I bucanieri (The Buccaneer), regia di Anthony Quinn (1958)
- I giganti del mare (The Wreck of the Mary Deare), regia di Michael Anderson (1959)
- Ben-Hur, regia di William Wyler (1959)
- El Cid, regia di Anthony Mann (1961)
- Pranzo di Pasqua (The Pigeon That Took Rome), regia di Melville Shavelson (1962)
- Il dominatore (Diamond Head), regia di Guy Green (1963)
- 55 giorni a Pechino (55 Days at Peking), regia di Nicholas Ray (1963)
- Sierra Charriba (Major Dundee), regia di Sam Peckinpah (1964)
- La più grande storia mai raccontata (The Greatest Story Ever Told), regia di George Stevens (1965)
- Il tormento e l'estasi (The Agony and the Ecstasy), regia di Carol Reed (1965)
- Il principe guerriero (The War Lord), regia di Franklin J. Schaffner (1965)
- Khartoum, regia di Basil Dearden (1966)
- Costretto ad uccidere (Will Penny), regia di Tom Gries (1967)
- Il pianeta delle scimmie (Planet of the Apes), regia di Franklin J. Schaffner (1968)
- Sinfonia di guerra (Counterpoint), regia di Ralph Nelson (1968)
- Number one, regia di Tom Gries (1969)
- L'altra faccia del pianeta delle scimmie (Beneath the Planet of the Apes), regia di Ted Post (1970)
- 23 pugnali per Cesare (Julius Caesar), regia di Stuart Burge (1970)
- Il re delle isole (The Hawaiians), regia di Tom Gries (1970)
- 1975: Occhi bianchi sul pianeta Terra (The Omega Man), regia di Boris Sagal (1971)
- All'ombra delle piramidi (Antony and Cleopatra), regia di Charlton Heston (1972)
- Il pirata dell'aria (Skyjacked), regia di John Guillermin (1972)
- Il richiamo della foresta (Call of the Wild), regia di Ken Annakin (1972)
- 2022: i sopravvissuti (Soylent Green), regia di Richard Fleischer (1973)
- I tre moschettieri (The Three Musketeers), regia di Richard Lester (1973)
- Airport '75 (Airport 1975), regia di Jack Smight (1974)
- Milady (The Four Musketeers), regia di Richard Lester (1974)
- Terremoto (Earthquake), regia di Mark Robson (1974)
- Gli ultimi giganti (The Last Hard Men), regia di Andrew V. McLaglen (1976)
- La battaglia di Midway (Midway), regia di Jack Smight (1976)
- Panico nello stadio (Two-Minute Warning), regia di Larry Peerce (1976)
- Il principe e il povero (Crossed Swords), regia di Richard Fleischer (1977)
- Salvate il Gray Lady (Gray Lady Down), regia di David Greene (1978)
- I giganti del West (The Mountain Men), regia di Richard Lang (1980)
- Alla 39ª eclisse (The Awakening), regia di Mike Newell (1980)
- I predatori della vena d'oro (Mother Lode), regia di Charlton Heston (1982)
- Solar Crisis, regia di Richard C. Sarafian (1990)
- Un angelo da quattro soldi (Almost an Angel), regia di John Cornell (1990)
- Gengis Khan, regia di Ken Annakin (1992)
- Fusi di testa 2 (Wayne's World 2), regia di Stephen Surjik (1993)
- Tombstone, regia di George Pan Cosmatos (1993)
- True Lies, regia di James Cameron (1994) - non accreditato
- Il seme della follia (In the Mouth of Madness), regia di John Carpenter (1995)
- Alaska, regia di Fraser Clarke Heston (1996)
- Hamlet, regia di Kenneth Branagh (1996)
- Armageddon - Giudizio finale (Armageddon), regia di Michael Bay (1998) - narratore
- Gideon, regia di Claudia Hoover (1999)
- Ogni maledetta domenica - Any Given Sunday (Any Given Sunday), regia di Oliver Stone (1999)
- Amori in città... e tradimenti in campagna (Town & Country), regia di Peter Chelsom (2001)
- Il pianeta delle scimmie (Planet of the Apes), regia di Tim Burton (2001) - non accreditato
- The Order, regia di Sheldon Lettich (2001) - non accreditato
- Bowling a Columbine, regia di Michael Moore (2002)
- My Father (My Father, Rua Alguem 5555), regia di Egidio Eronico (2003)

### Televisione
- The Clock – serie TV, episodio The Hypnotist (1950)
- Suspense – serie TV, episodi Suspicion (1949) e Santa Fe Flight (1951)
- Lux Video Theatre – serie TV, episodio Route 19 (1951)
- Studio One – serie TV (1949-1952)
- Curtain Call – serie TV, episodio The Liar (1952)
- The Philco Television Playhouse – serie TV, episodi Hear My Heart Speak (1950) e Elegy (1953)
- Medallion Theatre – serie TV, episodio A Day in Town (1953)
- Your Show of Shows – serie TV, episodi Episode dated 13 October 1951 (1951), Episode dated 22 December 1951 (1951) e Episode dated 16 January 1954 (1954)
- Danger – serie TV, episodio Freedom to Get Lost (1954)
- Robert Montgomery Presents – serie TV, episodi Cashel Byron's Profession (1952), The Closed Door (1952) e Along Came Jones (1955)
- Omnibus – serie TV, episodio 4x01 (1955)
- General Electric Theater – serie TV, episodio 4x11 (1955)
- Schlitz Playhouse of Stars – serie TV, episodi One Is a Lonesome Number (1951) e Switch Station (1957)
- Climax! – serie TV, episodi 2x15-3x33 (1955-1957)
- Le grandi fiabe (Shirley Temple's Storybook) – serie TV, episodio Beauty and the Beast (1958)
- Playhouse 90 – serie TV, episodi Forbidden Area (1956) e Point of No Return (1958)
- Fred Astaire (Alcoa Premiere) – serie TV, episodio 1x02 (1961)
- The Patriots – film TV (1963)
- What Is a Boy - TV short (1966)
- A Whole Scene Going – serie TV, episodio Episode #1.23 (1966)
- La regina che non seppe amare (Elizabeth the Queen) – film TV (1968)
- The Don Adams Special: Hooray for Hollywood – film TV (1970) - narratore
- Chiefs – miniserie TV (1983)
- Nairobi Affair – film TV (1984)
- Dynasty – serie TV, episodi The Californians (1985), The Man (1985) e The Titans (1985)
- I Colby (The Colbys) – serie TV (1985-1987)
- Proud Men – film TV (1987)
- The Two Ronnies – serie TV, episodio 1987 Christmas Special (1987)
- Christmas Night with the Two Ronnies – film TV (1987) - se stesso
- Un uomo per tutte le stagioni (A Man for All Seasons), regia di Charlton Heston – film TV (1988)
- Peccato originale (Original Sin) – film TV (1989)
- One incoming (Treasure Island) – film TV (1989) - narratore
- L'isola del tesoro (Treasure Island) – film TV (1990)
- I piccoli rapitori (The Little Kidnappers) – film TV (1990)
- Sherlock Holmes - Il mistero del crocifero di sangue (The Crucifer of Blood) – film TV (1991)
- Volo 232 - Atterraggio di emergenza (Crash Landing: The Rescue of Flight 232) – film TV (1992)
- Saturday Night Live – serie TV, episodi Charlston Heston/Wynton Marsalis (1987) e Charlton Heston/Paul Westerberg (1993)
- Beautiful – serie TV (1993)
- SeaQuest - Odissea negli abissi (SeaQuest DSV) – serie TV, episodio Abalon (1994)
- Texas – film TV (1994)
- L'angelo della vendetta - Avenging Angel (The Avenging Angel) – film TV (1995)
- Friends – serie TV, episodio 4x14 (1996)
- Bagpipe: Instrument of War - Part 1 – film TV (1998)
- Sworn to Secrecy: Secrets of War – serie TV (1998)
- Bagpipe: Instrument of War - Part 2 – film TV (1998)
- Camino de Santiago – miniserie TV (1999)
- Oltre i limiti (The Outer Limits) – serie TV, episodio Final Appeal (2000)

### Cortometraggi
- All About People (1967)
- The Fun of Your Life (1975)

### Doppiaggio
- Cults: Saying No Under Pressure (1991)
- The Lord Protector (1996)
- Hercules (1997)
- Come cani e gatti (2001)
- Ben-Hur (2003)

### Regista
- All'ombra delle piramidi (Antony and Cleopatra) (1972)
- I predatori della vena d'oro (Mother Lode) (1982)
- Un uomo per tutte le stagioni (A Man for All Seasons) (1988) Film TV

## Riconoscimenti
- Oscar
  - 1960 – Miglior attore per Ben-Hur
  - 1978 – Premio umanitario Jean Hersholt
- Golden Globe
  - 1957 – Candidatura al miglior attore in un film drammatico per I dieci comandamenti
  - 1960 – Candidatura al miglior attore in un film drammatico per Ben-Hur
  - 1962 – Henrietta Award
  - 1967 – Golden Globe alla carriera
- David di Donatello
  - 1961 – David di Donatello per il miglior attore straniero per Ben-Hur
- Hollywood Walk of Fame
  - 1960 – Star on the Walk of Fame

## Libri
Heston ha scritto diversi libri, incluse autobiografie e libri religiosi:
- (EN)  The Actor's Life ISBN 0-671-83016-3
- (EN)  In the Arena: An Autobiography ISBN 1-57297-267-X
- (EN)  Beijing Diary ISBN 0-671-68706-9
- (EN)  To Be a Man: Letters to My Grandson ISBN 0-7432-1311-4
- (EN)  Charlton Heston Presents the Bible ISBN 1-57719-270-2
- (EN)  Charlton Heston's Hollywood: 50 Years in American Film (con Jean-Pierre Isbouts), ISBN 1-57719-357-1

## Doppiatori italiani
Nelle versioni in italiano dei suoi film, Charlton Heston è stato doppiato da:
- Emilio Cigoli in Il più grande spettacolo del mondo, Il giuramento dei Sioux, Ruby, fiore selvaggio, Pony Express, Schiava e signora, La freccia insanguinata, Lontano dalle stelle, Furia bianca, Il segreto degli Incas, I due capitani, La guerra privata del maggiore Benson, Lucy Gallant, I dieci comandamenti, I violenti, L'infernale Quinlan, I bucanieri, I giganti del mare, Ben-Hur, El Cid, Il principe guerriero, L'altra faccia del pianeta delle scimmie, Il re delle isole, 1975: Occhi bianchi sul pianeta Terra, Il pirata dell'aria, Il richiamo della foresta, Gli ultimi giganti
- Renato Turi in Costretto ad uccidere, Il pianeta delle scimmie, Sinfonia di guerra, Airport 75, Terremoto, La battaglia di Midway
- Giuseppe Rinaldi in Il dominatore, Sierra Charriba, Il tormento e l'estasi, Khartoum, Salvate il Gray Lady, L'isola del tesoro
- Gianni Musy in Volo 232 - Atterraggio di emergenza, True Lies, Ogni maledetta domenica - Any Given Sunday, Planet of the Apes - Il pianeta delle scimmie, My Father
- Pino Locchi in Il grande paese, Panico nello stadio, Alla 39ª eclisse, Sherlock Holmes - Il mistero del crocifero di sangue, Tombstone
- Nando Gazzolo ne La più grande storia mai raccontata, I tre moschettieri
- Gigi Proietti in 23 pugnali per Cesare, Hamlet
- Pietro Biondi in Milady, Amori in città... e tradimenti in campagna
- Michele Kalamera in Il seme della follia, The Order
- Stefano De Sando in Fusi di testa 2 - Waynestock, Bowling a Columbine
- Gualtiero De Angelis ne La città nera
- Rolf Tasna in 55 giorni a Pechino
- Paolo Ferrari in 2022: i sopravvissuti
- Elio Zamuto ne I predatori della vena d'oro
- Gianni Marzocchi ne I Colby
- Sergio Rossi in Alaska
- Luciano De Ambrosis in Gideon
- Sergio Di Stefano in Friends
- Claudio Capone ne L'infernale Quinlan (ridoppiaggio)

Da doppiatore è sostituito da:
- Oreste Rizzini in Hercules
- Massimo Rossi in Ben-Hur (2003)